# Mosimann
Quentin Mosimann, dit Mosimann, né en 1988 à Genève, est un DJ, compositeur et chanteur franco-suisse.

## Biographie

### Enfance et débuts
Quentin Gérard John Mosimann naît à Genève en 1988 d'un père suisse (originaire de Berne) et d'une mère française (originaire de Saône-et-Loire). Il est binational franco-suisse,.
Il vit les trois premières années de sa vie à Genève, puis s'installe, à la suite de la séparation de ses parents à son bas âge, à Bogève en Haute-Savoie avec Pascale Volet, sa mère. Il découvre la batterie à l'âge de quatre ans puis le piano.

### Carrière
En 2001, il remporte le concours européen de la chanson française à  La Léchère en Savoie. Quelques mois plus tard, il remporte un concours de chant à Valmorel. Il est ensuite repéré par l’auteur-compositeur François Bernheim avec qui il travaille sur plusieurs titres (dont Exercices de Mate). Il vit désormais à Paris, depuis 2008. À Hyères, dans le département du Var où il vivait depuis 2005, il se produisait, sous le pseudonyme John Louly (John est son deuxième prénom, et Louly est le verlan de Lylou, prénom qu'il aimerait donner à sa fille), en tant que DJ, notamment à la discothèque N'Joy, avec John Revox et Christian Sims.
Quentin Mosimann est sélectionné pour Star Academy 7. Au cours de cette émission, il y chante son futur single Il y a je t'aime et je t'aime, composé sur des paroles de Cristal G. Avec une seule pré-nomination et une victoire en demi-finale face à Claire-Marie, il remporte la finale le 15 février 2008 avec 52,6 % des votes, face à Mathieu qui avait déjà été sauvé six fois par le public. Il remporte ainsi une avance de 200 000 euros pour son premier album, le versement du million d'euros sera ensuite échelonné sur toute la durée du contrat. Sa carrière s'oriente alors vers l'interprétation.
Le 30 juin 2008, Quentin Mosimann sort son premier single sur les plates-formes de téléchargement. Il s'agit d'une reprise du tube Cherchez le garçon de Taxi Girl en version swing et en version electro. Son premier album, un double album intitulé Duel présentant d'un côté un univers jazzy (avec un jazz band d'une trentaine de musiciens accomplis tels que le saxophoniste Rick Margitza) et de l'autre des sonorités de type electro[réf. souhaitée] (comprenant des collaborations avec des artistes de la scène electro, notamment Fred Rister), sort le 18 août 2008. Il est composé de reprises de titres des années 1980 et d'une composition originale de Quentin Mosimann. Il souhaite en effet concentrer son travail sur les arrangements et l'interprétation et compte proposer davantage de titres de sa composition sur son prochain album.
Alors qu'il est invité à chanter son single sur le plateau du premier prime time de Star Academy 8, il y reçoit un disque d'or pour son album Duel. Sa tournée intitulée Duel Tour débute le 4 avril 2009 à Dunkerque et compte plusieurs dates en France comme Lille, Marseille, Paris les 6 et 7 juin à l'Alhambra, le Casino de Paris le 10 décembre 2009 ainsi qu'en Belgique et en Suisse.
Sa carrière de DJ prend une dimension internationale en 2010. Il se produit depuis dans de nombreux pays.
Son deuxième album, Exhibition, est publié en février 2010. Le 18 septembre, il joue devant plus de 40 000 personnes lors du concert NRJ in the park Belgique. Il se produit également les 25 et 26 septembre 2010 à l'Olympia, et vient aussi à l'Ancienne Belgique le 22 octobre. Le 7 mars 2011, est dévoilé en radio son nouveau single, All Alone (Est-ce qu'un jour…) en featuring avec Sheryfa Luna,. Plusieurs teasers sont alors disponibles sur Internet. L'album est alors prévu pour début 2012. En 2011, le single arrive à la 174e position du classement des disc jockeys. En décembre 2011, il fait partie du jury de l'émission The Voice Belgique pour la première saison.
Le 4 juin 2012, il sort Je suis DJ, single aux sonorités electro. Cette même année, il collabore avec Roberto Bellarosa, le gagnant de The Voice Belgique dont il était le coach, à la réalisation de son premier album, Ma voie. Il écrit notamment, avec l'aide de Thierry Leteurtre, le premier single de Bellarosa, Je crois. Le 19 octobre 2012, il entre à la 74e place du Top 100 du magazine  DJ Mag.
En janvier 2013, il est de nouveau coach pour la seconde saison de The Voice Belgique sur La Une. En mars 2013, il devient DJ résident sur Fun Radio. Le 31 août 2013, Quentin Mosimann devient résident tous les samedis soir de 20 h à minuit dans Party Fun sur Fun Radio au côté d'Adrien Toma pour l'animation. Le 19 octobre 2013, il se positionne à la 69e place du Top 100 du DJ Mag. En janvier 2014, l'émission Party Fun dont il est résident chaque samedi.[pas clair]
En avril 2014, il est nommé meilleur DJ français lors des Fun Radio European DJ Awards. En octobre 2014, Quentin Mosimann est classé dans le Top 100 du DJ Mag pour la 3e année consécutive, à la 72e place (4e Français derrière David Guetta, DJ Snake et Daft Punk) ; l'année suivante, il est 93e.
À partir novembre 2014, il est présentateur de l'émission musicale D6Bels on Stage sur La Deux, chaîne publique du groupe RTBF.
Quentin Mosimann signe en août 2015 pour une troisième saison de The Voice Belgique.
En mars 2016, il est élu « meilleur DJ Performer français de l'année 2015 » par DJ Mag (Palmarès DJ Best of French 2015) devant David Guetta et DJ Snake, mais il sort en fin d'année du classement plus général des « 100 DJ les plus populaires » du même magazine, puisque classé 125e.
Plusieurs sorties de titres se succèdent durant l'année 2016, telles I'm Leaving en collaboration avec Tom Swoon & Ilang en mars,TI89 le mois suivant, puis Somebody Call the Cops en collaboration avec Djs from Mars en mai, The Gifted One en collaboration avec Uhre en juin et enfin Goof durant l'été. En février de l'année suivante, sortie de Never Let You Go.
Il revient fin 2017 à la 93e place du classement de popularité établi par DJ Mag. Pourtant l'année suivante il dit vouloir prendre du recul sur sa carrière.
En septembre 2018, il est chroniqueur dans Touche pas à mon poste ! sur C8,.
Il collabore avec Grand Corps Malade,, dont il compose les titres de l'album Mesdames sorti en 2020. La même année en juin, il sort la première partie d'un nouvel album composé de deux EP et inspiré de la French touch des années 1990 pour les sonorités.
En 2022, il crée le nouvel hymne de la Star Academy.

### Prises de position
En décembre 2012, il cosigne un appel d'artistes et de personnalités artistiques en faveur du mariage pour tous et du droit d'accès à l'adoption pour les couples homosexuels.

## Doublage
- 2019 : Rick et Morty, saison 4, épisode 1 : Harold la Brute (voix)

## Top 100 DJ Mag
- 2012 : #74 (entrée)
- 2013 : #69 (+5)[34]
- 2014 : #72 (-3)[35]
- 2015 : #93 (-21)[36]
- 2017 : #93 (ré-entrée)[37]
- 2018 : #81 (+12)[38]